# ميكائيل بن جعفر
الأمير ميكائيل بن جعفر (بالتَّتَريّةː Микаил ибн Җагфар әмир) هو ثامن حُكّام مملكة بلغار إتِل.
في عهد ميكائيل بن جعفر دار صراع لإخضاع مدينة سُوار لمدينة بلغار.
ُضُرِبتْ الدراهم البلغارية باسم ميكائيل بن جعفر (940).